# Lars Widding
Lars Widding (* 31. Oktober 1924 in Umeå; † 3. März 1994 in Stockholm) war ein schwedischer Schriftsteller, Journalist und Drehbuchautor. Er gehörte zu den meistgelesenen und produktivsten schwedischen Schriftstellern des 20. Jahrhunderts und arbeitete auf vielen Gebieten in Film, Radio, Fernsehen, Journalistik und Literatur. Die dramaturgische Bearbeitung von historischen Ereignissen war Widdings Spezialität.

## Leben
Widding wuchs in bürgerlichen Verhältnissen im Zentrum von Umeå auf. Sein Vater betrieb dort ein Rechtsanwaltsbüro. Sein Abitur legte er 1943 ab und studierte anschließend an der Hochschule Stockholm von 1946–1950. 36 Jahre arbeitete Widding als Reporter für das Boulevardblatt Expressen. Er war mehrfach verheiratet:
- 1947–1970 mit Ulla Widding (geborene Fredriksson)
- 1975–1987 mit Anita Jacobson-Widding
- 1987–1994 mit Fillie Lyckow-Widding.

## Arbeit
Widdings Erlebnisse in der Schul- und Jugendzeit spiegeln sich in seinen ersten drei Büchern wider, darunter Inga stormar än (1950). Sein Vermögen, sich von historischen Dokumenten inspirieren zu lassen und daraus schöngeistige Literatur zu entwickeln, zeigt er zuerst in Årstafruns dagbok (Tagebuch der Årsta-Frau), einer dreiteiligen Romanreihe aus den Jahren 1964–1966, gefolgt von Sorundasviten (Sorunda-Reihe) und Karolinersviten (Karoliner-Reihe) mit jeweils vier Teilen.
In seine Heimatstadt Umeå kehrte Lars Widding mit einer Kleinstadtchronik in vier Teilen zurück, beginnend mit Pigan och härligheten (Magd und Herrlichkeit) von 1978. Es wird das Leben in Umeå in den Jahren 1932–1945 geschildert: Die Hauptperson ist der Herr Robert Sulliwan, der in einer Villa wohnend von einer großen Porträtgalerie umgeben ist. Unter historischen Vorbildern trifft man bekannte Einwohner Umeås wie Thorsten Hellström und Sigrid Holmström, in Gestalt von Herr und Magd. Umeås Stadtbild erkennt man in vielen Büchern Lars Widdings wieder. Über sein persönliches Leben berichtet er in Min historia (Meine Geschichte) von 1983.

## Werke
- 1950: Inga stormar än
- 1952: Oroa icke kärleken
- 1953: Visst gör det ont
- 1954: Gyllene vingar
- 1960: Äventyret Vasa
- 1961: Ombord på Vasa
- 1962: Jesus, vem var han?
- 1965: Stolta stad
- 1966: Skuggan av en herrgårdsfröken
- 1968: På ryttmästarns tid
- 1969: Galgfågeln
- 1969: Majors avsked
- 1969: På Årstafruns tid
- 1970: 1812
- 1970: Lockfågeln
- 1971: Svanesång
- 1971: Sångfågeln
- 1972: Rovfågeln!
- 1972: På jakt efter Pistolekors tid
- 1973: Röster från Årsta 1973
- 1973: I nöd och lust?
- 1974: En tid för hjältar
- 1975: Spefågeln
- 1975: En tid för vreden
- 1976: De fyra ryttarnas tid
- 1977: Den siste karolinen
- 1978: Pigan och härligheten
- 1979: Svenska äventyr
- 1979: Herrskapet och evigheten
- 1980: Längesen förbi
- 1980: När häxbålen brann
- 1981: Pojken med hakkorset
- 1981: Då tystnar sången
- 1982: Två berättelser
- 1982: Lycksökarna
- 1983: Eva Brauns förlorade liv
- 1983: Guldfeberns folk
- 1983: Sorundasviten
- 1983: Min historia
- 1984: Elden och askan
- 1985: Brott och flykt
- 1985: En afrikansk affär
- 1986: Leoparderna
- 1986: Lodjuren och silverskatten
- 1991: Rödaste smultron
- 1994: Karolinersviten

## Filmografie (Auswahl)
- 1954: Gula divisionen (zusammen mit Stig Olin nach dem Roman Gyllene vingar)
- 1955: Så tuktas kärleken
- 1956: Karl för sin hatt (Kurzfilm)
- 1958: Mannequin in Rot  (Mannekäng i rött)
- 1958: Wenn die Nebel fallen (Damen i svart)
- 1959: Die Gräfin mit der Peitsche (Ryttare i blått)
- 1959: Får jag låna din fru?
- 1963: Adam och Eva
- 1964: Die schwedische Hochzeitsnacht (Bröllopsbesvär)
- 1966: Prinzessin (Prinsessan)
- 1968: Der Himmel drückt ein Auge zu (Vindingevals)
- 1971: Lockfågeln
- 1972: Firmafest (Firmafesten)

## Preise und Auszeichnungen
- 1968: BMF-Plakette (BMF = Schwedische Vereinigung der Buchhandelsgehilfen) für På ryttmästarens tid